# Hambleton Hills
Hambleton Hills är en kulle i Storbritannien.   Den ligger i grevskapet North Yorkshire och riksdelen England, i den centrala delen av landet, 300 km norr om huvudstaden London. Toppen på Hambleton Hills är 244 meter över havet.
Terrängen runt Hambleton Hills är varierad. Runt Hambleton Hills är det ganska tätbefolkat, med 67 invånare per kvadratkilometer. Närmaste större samhälle är Thirsk, 10,6 km väster om Hambleton Hills. Trakten runt Hambleton Hills består till största delen av jordbruksmark.